# 42593 Antoniazzi
42593 Antoniazzi este un asteroid din centura principală de asteroizi.

## Descriere
42593 Antoniazzi este un asteroid din centura principală de asteroizi. A fost descoperit pe 1 mai 1997 la Observatorul San Vittore din Bologna. Asteroidul prezintă o orbită caracterizată de o semiaxă mare de 2,73 ua, o excentricitate de 0,23 și o înclinație de 7,8° în raport cu ecliptica.